# 2010 NBA Draft
2010 NBA Draft – draft NBA w 2010 roku odbył się 24 czerwca w hali Madison Square Garden. Draft był emitowany przez amerykańską telewizję ESPN.

## Draft
|  | – występ w NBA All-Star Game. |

| Numer | Zawodnik                 | Narodowość      | Drużyna | Szkoła/Poprzednia drużyna                       |
| ----- | ------------------------ | --------------- | --- | ----------------------------------------------- |
| 1     | John Wall (PG)           | USA             | Washington Wizards                                                                                               | University of Kentucky Fr.                      |
| 2     | Evan Turner (SG)         | USA             | Philadelphia 76ers                                                                                               | Ohio State University Jr.                       |
| 3     | Derrick Favors (PF)      | USA             | New Jersey Nets                                                                                                  | Georgia Institute of Technology Fr.             |
| 4     | Wesley Johnson (SG)      | USA             | Minnesota Timberwolves                                                                                           | Syracuse University Jr.                         |
| 5     | DeMarcus Cousins (C)     | USA             | Sacramento Kings                                                                                                 | University of Kentucky Fr.                      |
| 6     | Ekpe Udoh (PF)           | USA             | Golden State Warriors                                                                                            | Baylor University Jr.                           |
| 7     | Greg Monroe (PF/C)       | USA             | Detroit Pistons                                                                                                  | Georgetown University So.                       |
| 8     | Al-Farouq Aminu (SF)     | USA             | Los Angeles Clippers                                                                                             | Wake Forest University So.                      |
| 9     | Gordon Hayward (SG/SF)   | USA             | Utah Jazz (z New York Knicks via Phoenix Suns)                                                                   | Butler University So.                           |
| 10    | Paul George (SF)         | USA             | Indiana Pacers                                                                                                   | California State University So.                 |
| 11    | Cole Aldrich (PF/C)      | USA             | New Orleans Hornets (do Oklahoma City Thunder)                                                                   | University of Kansas Jr.                        |
| 12    | Xavier Henry (SG/SF)     | USA             | Memphis Grizzlies                                                                                                | University of Kansas Fr.                        |
| 13    | Ed Davis (PF)            | USA             | Toronto Raptors                                                                                                  | University of North Carolina at Chapel Hill So. |
| 14    | Patrick Patterson (PF)   | USA             | Houston Rockets                                                                                                  | University of Kentucky Jr.                      |
| 15    | Larry Sanders (PF)       | USA             | Milwaukee Bucks (z Chicago Bulls)                                                                                | Virginia Commonwealth University Jr.            |
| 16    | Luke Babbitt (SF/PF)     | USA             | Minnesota Timberwolves (z Charlotte Hornets via Denver Nuggets do Portland Trail Blazers)                        | University of Nevada So.                        |
| 17    | Kevin Séraphin (PF)      | Francja         | Chicago Bulls (z Milwaukee Bucks)                                                                                | Cholet Basket (Francja)                         |
| 18    | Eric Bledsoe (PG/SG)     | USA             | Oklahoma City Thunder (z Miami Heat do Los Angeles Clippers)                                                     | University of Kentucky Fr.                      |
| 19    | Avery Bradley (PG/SG)    | USA             | Boston Celtics                                                                                                   | The University of Texas at Austin Fr.           |
| 20    | James Anderson (SG)      | USA             | San Antonio Spurs                                                                                                | Oklahoma State University Jr.                   |
| 21    | Craig Brackins (PF)      | USA             | Oklahoma City Thunder (do New Orleans Hornets)                                                                   | Iowa State University Jr.                       |
| 22    | Elliot Williams (SG/SF)  | USA             | Portland Trail Blazers                                                                                           | University of Memphis So.                       |
| 23    | Trevor Booker (PF)       | USA             | Minnesota Timberwolves (z Utah Jazz via Philadelphia 76ers do Washington Wizards)                                | Clemson University Sr.                          |
| 24    | Damion James (PF)        | USA             | Atlanta Hawks (do New Jersey Nets)                                                                               | The University of Texas at Austin Sr.           |
| 25    | Dominique Jones (SG)     | USA             | Memphis Grizzlies (z Denver Nuggets do Dallas Mavericks)                                                         | University of South Florida Jr.                 |
| 26    | Quincy Pondexter (SF/PF) | USA             | Oklahoma City Thunder (z Phoenix Suns do New Orleans Hornets)                                                    | University of Washington Sr.                    |
| 27    | Jordan Crawford (SG)     | USA             | New Jersey Nets (z Dallas Mavericks do Atlanta Hawks)                                                            | Xavier University So.                           |
| 28    | Greivis Vásquez (PG)     | Wenezuela       | Memphis Grizzlies (z Los Angeles Lakers)                                                                         | University of Maryland Sr.                      |
| 29    | Daniel Orton (C)         | USA             | Orlando Magic | University of Kentucky Fr.                      |
| 30    | Lazar Hayward (SF)       | USA             | Washington Wizards (z Cleveland Cavaliers do Minnesota Timberwolves)                                             | Marquette University Sr.                        |
| 31    | Tibor Pleiss (C)         | Niemcy          | New Jersey Nets (do Oklahoma City Thunder via Atlanta Hawks)                                                     | Brose Baskets (Niemcy)                          |
| 32    | Dexter Pittman (C)       | USA             | Miami Heat (z Minnesota Timberwolves via Oklahoma City Thunder)                                                  | The University of Texas at Austin Sr.           |
| 33    | Hassan Whiteside (C)     | USA             | Sacramento Kings                                                                                                 | Marshall University Fr.                         |
| 34    | Armon Johnson (PG)       | USA             | Portland Trail Blazers (z Golden State Warriors)                                                                 | University of Nevada Jr.                        |
| 35    | Nemanja Bjelica (SF)     | Serbia          | Washington Wizards (do Minnesota Timberwolves)                                                                   | KK Crvena Zvezda Belgrad (Serbia)               |
| 36    | Terrico White (SG)       | USA             | Detroit Pistons                                                                                                  | University of Mississippi So.                   |
| 37    | Darington Hobson (SF/PF) | USA             | Milwaukee Bucks (z Philadelphia 76ers)                                                                           | University of New Mexico Jr.                    |
| 38    | Andy Rautins (SG)        | Kanada          | New York Knicks                                                                                                  | Syracuse University Sr.                         |
| 39    | Landry Fields (SG/SF)    | USA             | New York Knicks (z Los Angeles Clippers via Denver Nuggets)                                                      | Stanford University Sr.                         |
| 40    | Lance Stephenson (SG)    | USA             | Indiana Pacers                                                                                                   | University of Cincinnati Fr.                    |
| 41    | Jarvis Varnado (PF)      | USA             | Miami Heat (z New Orleans Hornets)                                                                               | Mississippi State University Sr.                |
| 42    | Da'Sean Butler (SG/SF)   | USA             | Miami Heat (z Toronto Raptors                                                                                    | West Virginia University Sr.                    |
| 43    | Devin Ebanks (SF/PF)     | USA             | Los Angeles Lakers (z Memphis Grizzlies)                                                                         | West Virginia University So.                    |
| 44    | Jerome Jordan (C)        | Jamajka         | Milwaukee Bucks (z Chicago Bulls via Portland Trail Blazers i Golden State Warriors)                             | University of Tulsa Jr.                         |
| 45    | Paulo Prestes (C)        | Brazylia        | Minnesota Timberwolves (z Houston Rockets)                                                                       | CB Murcia (Hiszpania)                           |
| 46    | Gani Lawal (PF)          | USA             | Phoenix Suns (z Charlotte Hornets)                                                                               | Georgia Institute of Technology Jr.             |
| 47    | Tiny Gallon (SF/PF)      | USA             | Milwaukee Bucks                                                                                                  | University of Oklahoma Fr.                      |
| 48    | Latavious Williams (PF)  | USA             | Miami Heat (do Oklahoma City Thunder)                                                                            | Tulsa 66ers D-League                            |
| 49    | Ryan Richards (SF/PF)    | Wielka Brytania | San Antonio Spurs                                                                                                | CB Gran Canaria (Hiszpania)                     |
| 50    | Solomon Alabi (C)        | Nigeria         | Dallas Mavericks (z Oklahoma City Thunder do Toronto Raptors)                                                    | Florida State University So.                    |
| 51    | Magnum Rolle (C)         | Bahamy          | Oklahoma City Thunder (z Portland Trail Blazers via Dallas Mavericks i Minnesota Timberwolves do Indiana Pacers) | Louisiana Tech University Sr.                   |
| 52    | Luke Harangody (PF)      | USA             | Boston Celtics                                                                                                   | University of Notre Dame Sr.                    |
| 53    | Pape Sy (SF)             | Francja         | Atlanta Hawks | STB Le Havre (Francja)                          |
| 54    | Willie Warren (PG)       | USA             | Los Angeles Clippers (z Denver Nuggets)                                                                          | University of Oklahoma So.                      |
| 55    | Jeremy Evans (SF)        | USA             | Utah Jazz | Western Kentucky University Sr.                 |
| 56    | Hamady N’Diaye (C)       | Senegal         | Minnesota Timberwolves (z Phoenix Suns do Washington Wizards)                                                    | Rutgers University Sr.                          |
| 57    | Ryan Reid (PF)           | USA             | Indiana Pacers (z Dallas Mavericks do Oklahoma City Thunder)                                                     | Florida State University Jr.                    |
| 58    | Derrick Caracter (PF)    | USA             | Los Angeles Lakers                                                                                               | University of Texas at El Paso Jr.              |
| 59    | Stanley Robinson (SF)    | USA             | Orlando Magic | University of Connecticut Sr.                   |
| 60    | Dwayne Collins (PF)      | USA             | Phoenix Suns (z Cleveland Cavaliers)                                                                             | University of Miami Sr.                         |